# Metsaküla (Kasepää)
Metsaküla est un village de la commune de Kasepää du Comté de Jõgeva en Estonie.
Au 31 décembre 2011, il compte 88 habitants.